# Auke Bruinsma
Auke Bruinsma (Sneek, 1749 – aldaar, 1819) was een Nederlands architect en is veelal bekend als stadsarchitect van Sneek.
Hij was woonachtig in een statig pand aan het Kleinzand in Sneek en was aldaar de buurman van het bekende geslacht Noyon.
Als stadsarchitect heeft Bruinsma verschillende prestigieuze gebouwen op zijn naam staan, veel van deze bouwwerken zijn ondertussen benoemd tot Rijksmonument. Onder zijn werk bevinden zich diverse herenhuizen aan het Grootzand en het Kleinzand (waaronder Fredehiem). Bruinsma is ook verantwoordelijk voor een deel van de aanbouw van het Stadhuis van Sneek en het ontwerp van het statige pand Wijde Noorderhorne 1. Ook ontwierp hij waarschijnlijk de pastorie van Nijland.